# بين هاردمان
بين هاردمان هو سياسي أسترالي، ولد في 4 أغسطس 1964. نشط حزبياً في حزب العمل الأسترالي (فرع فكتوريا) ‏. وقد انتخب عضو الجمعية التشريعية  في فيكتوريا ‏ عن دائرة Electoral district of Seymour ‏ (18 سبتمبر 1999 – 26 نوفمبر 2010).